# Mehmet Dinçer
Mehmet Dinçer (Isztambul, 1924. január 1. –) török labdarúgó-középpályás.
A török válogatott színeiben részt vett az 1954-es labdarúgó-világbajnokságon.